# مدرسة إكسهال جرينج
مدرسة إكسهال جرينج هي مدرسة خاصة تقع في آش جرين خارج كوفنتري في وارويكشاير، إنجلترا. تلبي المدرسة احتياجات الأطفال والشباب من سن 2 إلى 19 عامًا ذوي الإعاقة الجسدية وضعف البصر والاحتياجات الطبية المعقدة والصعوبات الاجتماعية والتواصلية والتفاعلية.
افتتحت مدرسة إكسهال جرينج في عام 1951 كمدرسة للطلاب ضعاف البصر، وكانت أول مدرسة تخدم الأطفال ضعاف البصر حصريًا. وفي وقت لاحق، توسع نطاقها ليشمل التلاميذ ذوي الإعاقات الأخرى، وأصبحت مدرسة ثانوية في عام 1960.
كانت المدرسة مدرسة داخلية لسنوات عديدة، ولكنها قلصت بشكل كبير من مرافقها الداخلية خلال التسعينيات وعقد الألفينيات مع تغير دورها كمدرسة خاصة، وهي الآن مدرسة نهارية. في عام 2001، بدأت مدرسة إكسهال جرينج في مشاركة الحرم الجامعي الخاص بها مع مركز راشتون للتعلم المتخصص (المعروف آنذاك باسم مدرسة راشتون ومنزل الأطفال)، وهي مدرسة راشتون التي انتقلت إلى هناك من نورثهامبتونشاير. في عام 2018، إغلق مركز راشتون من قبل مكتب المعايير في التعليم خدمات الأطفال ومهاراتهم (أوفستيد) بعد تصنيفه على أنه غير كافٍ، بالإضافة إلى إغلاقه بسبب مزاعم بأن الموظفين غير قادرين على حماية الأطفال هناك بشكل صحيح. في مايو 2022، تم بناء مدرسة جديدة تسمى أكاديمية وارويكشاير في مكانها. ويحتل دار رعاية الأطفال زوي بليس، وهو مستشفى للأطفال، جزءًا من الموقع أيضًا. كانت مدرسة إكسهال جرينج أول مدرسة خاصة تحصل على وضع الكلية العلمية في عام 2003، واحتفلت بعامها الماسي والبلاتيني في عامي 2011 و2021 على التوالي، على الرغم من عدم إقامة احتفالات رسمية بيوبيلها البلاتيني بسبب جائحة كوفيد-19 ودخول بريطانيا في إغلاقها الوطني الثالث.

## تاريخ

### السنوات المبكرة
تأسست مدرسة إكسهال جرينج في عام 1951 على موقع قاعدة عسكرية سابقة في الحرب العالمية الثانية، وبدأت حياتها باثني عشر تلميذًا. كانت المدرسة متخصصة في الأصل في تعليم التلاميذ ذوي الإعاقات البصرية، وكانت أول مدرسة مخصصة للأطفال ضعاف البصر يتم افتتاحها في المملكة المتحدة. ومن بين ميزاته الإضاءة المصممة خصيصًا لمساعدة التلاميذ على القراءة والتنقل بسهولة أكبر. بدأت المدرسة لاحقًا في توسيع مرافقها وتسجيل الطلاب ذوي الإعاقات الأخرى، وفي عام 1960 تمت إضافة قسم مدرسة ثانوية لتمكين الطلاب ذوي الإعاقة من جميع أنحاء المملكة المتحدة من الحصول على مستوى تعليمي في المدرسة الثانوية. لقد كانت لسنوات عديدة مدرسة داخلية في المقام الأول، وكان التلاميذ يحضرونها من جميع أنحاء المملكة المتحدة، وكانت تعتبر من بين الأفضل في مجالها.
وقد أسس مديرها آنذاك، جورج مارشال، سمعتها كمدرسة رائدة في تعليم الطلاب المكفوفين. كان مفهوم إكسهال جرينج في الأصل من ابتكاره، وكان أحد الأعضاء المؤسسين له. بعد فترة قصيرة من توليه منصب نائب الرئيس، أصبح رئيسًا في عام 1953. وقد حقق مارشال لاحقًا اعترافًا دوليًا بخبرته في مجال تعليم ورفاهية الأشخاص الذين يعانون من فقدان البصر، وحصل على وسام الإمبراطورية البريطانية في عام 1976. وفي عام 1976 احتفلت المدرسة أيضًا باليوبيل الفضي لتأسيسها. في عام 1999، دفع طلاب سابقون من المدرسة ثمن لوحة تذكارية مخصصة له في إكسهول جرينج.
خضعت المدرسة لبرنامج إعادة تطوير واسع النطاق خلال الستينيات، والذي شهد استبدال العديد من الهياكل الأصلية بمباني حديثة. كما دعا جورج مارشال الفنانين للعمل مع أطفال من إكسهول جرينج لتشجيعهم على تطوير تقديرهم للفن، وقد كلف بإنجاز العديد من المنحوتات. في عام 2009، بيعت منحوتة صممتها باربرا هيبورث للمدرسة في عام 1964 في مزاد بمبلغ 37200 جنيه إسترليني.
بعد تقاعد جورج مارشال في عام 1981، خلفه ريتشارد بيجنيل في منصب مدير المدرسة. أدرك بيجنيل - الذي كان يعاني من ضعف البصر - الفوائد التي تعود على المدرسة وطلابها من استخدام تكنولوجيا الكمبيوتر في بيئة التدريس. خلال ثمانينيات القرن العشرين، أصبح إكسهال جرينج من أوائل مستخدمي محطة عمل فينسنت، وهو نظام يتيح ترجمة لغة برايل إلى كلام ونص مطبوع. واصل بيجنيل رفع مكانة المدرسة طوال فترة توليه منصب مديرها، مستفيدًا من عمل سلفه. لقد أجرى تغييرات كبيرة على أسلوب التعليم الذي يقدمه، مبتعدًا عن نظام المدارس الثانوية حتى بدأ التلاميذ في دراسة نفس المنهج الذي تقدمه المدارس الشاملة السائدة. تقاعد في عام 2005.
في عام 1985 اعتذرت رئيسة الوزراء البريطانية مارغريت تاتشر للمدرسة بعد انتقادها عن طريق الخطأ لأعضاء هيئة التدريس الذين ينتمون إلى الاتحاد الوطني للمعلمين لقيامهم بالإضراب. وكان أعضاء اتحاد المعلمين في مدرسة إكسهول القريبة هم الذين قاموا بالإضراب. في بيانٍ لمجلس العموم بتاريخ 18 مارس/آذار، قالت تاتشر: "أشعر ببالغ الأسف لأي إحراج أو إساءة قد تكون سببتها تصريحاتي يوم الخميس الماضي لمعلمي هذه المدرسة. نشأ سوء الفهم بسبب خطأ في مواد الدعاية الصادرة عن الاتحاد الوطني للمعلمين. كانت مدرسة إكسال هي المتضررة، بينما لم تكن مدرسة إكسال جرينج كذلك."

### تغيير الدور
في عام 1985 كانت مدرسة إكسهال جرينج أكبر مدرسة للطلاب ذوي الإعاقة البصرية في المملكة المتحدة، ولكن في السنوات الأخيرة، تم دمج عدد أكبر من الأطفال ذوي الإعاقة الفردية تدريجيًا في التعليم السائد، وتم تكييف دور إكسهال جرينج كمدرسة خاصة نتيجة لذلك. يعاني العديد من طلابها الآن من إعاقات متعددة، في حين تم إغلاق المرافق السكنية تدريجياً خلال تسعينيات القرن العشرين وعقد الألفينيات. تخدم المدرسة الآن بشكل كبير التلاميذ الذين يعيشون في المناطق المجاورة المحلية، حيث تعد منطقة الصيد الرئيسية هي الجزء الشمالي من وارويكشاير، بما في ذلك بيدورث ونونيتون. على الرغم من أن عنوانها البريدي هو كوفنتري، إلا أنها تحت سيطرة هيئة التعليم في وارويكشاير.
في عام 1998، وبعد التفتيش الذي أجراه مكتب معايير التعليم (أوفستيد)، حصلت المدرسة على وضع Beacon. قدمت أوفستيد تقريرًا متميزًا لشركة إكسهال جرينج في مارس 2009.
في عام 2001 احتفلت المدرسة باليوبيل الذهبي. تم نشر كتاب خاص من تأليف ديفيد هاو بعنوان مدرسة إكسهال جرينج: الخمسون عامًا الأولى.
في يونيو 2002، انتقل مركز راشتون للتعلم المتخصص (المعروف آنذاك باسم مدرسة راشتون ودار الأطفال)، وهي مدرسة تابعة لـ راشتون ومقرها في كيتيرنج، نورثهامبتونشاير، إلى حرم إكسهال جرينج. ومع ذلك، تظل المدرستان منظمتين مستقلتين. وفي عام 2002 أيضًا، عمل باحثون من جامعة وارويك مع تلاميذ المدرسة في سلسلة من التجارب التي تضمنت استخدام النمس للمساعدة في اكتشاف كيفية إدراك الأطفال المكفوفين للمساحة.
في يوليو 2003، أصبحت مدرسة إكسهال جرينج أول مدرسة خاصة تحصل على وضع الكلية العلمية المتخصصة. تم إعادة تصنيفها ككلية علوم في نوفمبر 2007، وفي سبتمبر 2008 تم منحها وضع المتخصص في الاحتياجات التعليمية الخاصة (الجسدية والحسية).
في عام 2004، فازت نقابة سيدات العشاء في المدرسة بمبلغ 2.4 جنيه إسترليني مليون دولار في سحب اليانصيب الوطني.
شهد شهر مارس 2007 بدء برنامج البناء والتحديث لمدة ثلاث سنوات لتحسين الحالة العامة للمدرسة. في عام 2009 افتتحت المدرسة صالة رياضية جديدة وتم هدم الصالة الرياضية القديمة. تم منح الإذن بإنشاء صالة ألعاب رياضية جديدة في عام 1999، وأطلقت المدرسة برنامجًا بقيمة 1.5 جنيه إسترليني مليون نداء لبنائه.
في يونيو 2009، بدأت أعمال بناء أول مستشفى في المنطقة مخصص لرعاية الأطفال الصغار. سيقدم مركز زوي الرعاية التلطيفية والرعاية المؤقتة الفردية، والرعاية النهائية للأطفال حتى سن الخامسة الذين يعانون من أمراض تهدد الحياة واحتياجات معقدة خاصة. تم إطلاق نداء لجمع 650 ألف جنيه إسترليني للمساعدة في تمويل بناء المستشفى في مارس 2008، وكان من المقرر افتتاحه في ربيع عام 2010.
في خريف عام 2009، تعرضت حافلة استأجرتها شركة إكسهال جرينج لرحلة طلابية إلى فرنسا لهجوم من قبل اثنين من المراهقين الأفغان المتسللين بينما كانت مجموعة المدرسة تستعد للعودة إلى المملكة المتحدة. زحف الصبية إلى محرك الحافلة بينما كانت السيارة متوقفة في موقف سيارات أحد المتاجر الكبرى في كاليه، لكن السائق اكتشف الثنائي وهربا.
في ديسمبر 2010، ترك جون ترومان، خليفة ريتشارد بيجنيل في منصب مدير المدرسة، منصبه، وتم تعيين مديرة جديدة، كريستين مارشال، في مارس 2011. احتفلت المدرسة باليوبيل الماسي لتأسيسها في عام 2011. وقد تم التخطيط للعديد من الاحتفالات، بما في ذلك دفن كبسولة زمنية في ساحة المدرسة خلال الفصل الصيفي، ويوم الاحتفال في 21 يوليو. أقام الموظفون والطلاب والطلاب السابقون حفلة في الشارع على طراز الخمسينيات للاحتفال بالذكرى الستين لتأسيس المدرسة. ومن بين الطلاب السابقين أربعة من الطلاب الأصليين.

## نظام المنزل

### ماضي
في أيامها كمدرسة داخلية، تم وضع التلاميذ في إكسهال جرينج في أحد المنازل الستة، وكان كل منها يضم ما يقرب من 50 تلميذًا داخليًا ونهاريًا تتراوح أعمارهم بين 5 إلى 18 عامًا. بعد برنامج إعادة البناء، كان الأمر غير عادي في المدرسة حيث تم تناول جميع الوجبات في المنازل، على عكس نظام تناول الطعام المركزي؛ ومع ذلك، قبل ذلك، كان هناك مطبخ مركزي وغرفة طعام، مع جلستين لتناول الوجبات. تمت تسمية منازل الأولاد بـ كانتربري، لانكستر، ووارويك، وويندسور. كان منزل البنات في أفون وكينيلوورث. كان المنزل السابع، منزل يورك، في الأصل منزلًا للأولاد أيضًا، ولكن تم إغلاقه كجزء من لوجستيات إعادة البناء، وتم توزيع الأولاد بين الأربعة المتبقية. تم استخدام المنزل الثامن، مالفرن، لإقامة الموظفين.
ابتداءً من سبتمبر 1988، تم تغيير نظام المنزل بحيث تم استيعاب التلاميذ في مجموعات عمرية مختلفة. كانت مدرستا كانتربري ولانكستر تستضيفان طلاب الصف الثالث الابتدائي وطلاب السنوات الأولى والثانية والثالثة. كانت مدرسة وارويك تستضيف تلاميذ السنة الرابعة والخامسة، بينما كانت مدرسة وندسور تستضيف تلاميذ السنة السادسة. أصبح أفون وكينيلوورث أفون جونيور وأفون سينير. وتم بعد ذلك إنشاء ثلاث ملاعب رياضية ضخمة. تمت تسميتها بفينيكس، وايفرن، وييل.
مع تغير دور المدرسة خلال تسعينيات القرن العشرين وعقد الألفينيات، تم التخلص تدريجياً من جزء كبير من أماكن الإقامة الداخلية. كانت وارويك وويندسور أول المنازل التي أغلقت أبوابها في أوائل التسعينيات، وتبعتها بعد ذلك أفون. كانت لانكستر وكانتربري (التي كانت تُعرف آنذاك باسم لانكستر) آخر المنازل التي أُغلقت عندما توقفت المدرسة عن كونها مدرسة داخلية في عام 2004. الإقامة الداخلية الوحيدة المقدمة في الموقع حاليًا تقع في Rushton Hall.

### حاضر
اليوم المنازل هي عيد الفصح؛ الوردي، ايديسون؛ الأخضر، هوكينج؛ البرتقالي وانغرام؛ الأرجواني. تم تسميتهم على اسم أشخاص؛ ميلاني إيستر، توماس إديسون، ستيفن هوكينج وسام إنجرام.

## شخصيات بارزة

### مديري المدارس
| اسم                                                 | مدة الولاية                  | الوقت (تقريبًا)     |
| الدكتور جورج هايمور                                 | 15 يناير 1951 – يوليو 1951   | 6 أشهر             |
| مولي كابورن                                         | سبتمبر 1951 – أبريل 1953     | سنة واحدة و 7 أشهر |
| جورج مارشال الحاصل على وسام الإمبراطورية البريطانية | 1 مايو 1953 – 22 يونيو 1981  | 28 سنوات و52 أيام  |
| ريتشارد بيجنيل                                      | سبتمبر 1981 – ديسمبر 2005    | 24 سنة و 3 أشهر    |
| جون ترومان                                          | ديسمبر 2005 – 17 ديسمبر 2010 | 5 سنوات            |
| كريستين مارشال                                      | 1 مارس 2011 – 31 أغسطس 2022  | 11 سنة و 6 أشهر    |
| هيلين سيكيل                                         | 1 سبتمبر 2022 – مستمر        | 2 سنوات و347 أيام  |

### المعلمون
- شيلا كاري رتبة الإمبراطورية البريطانية، التي مثلت المملكة المتحدة في دورة الألعاب الأولمبية الصيفية لعامي 1968 و1972، قامت بالتدريس في المدرسة.[26]

### التلاميذ السابقين
- ميلاني إيستر، سباحة بارالمبية[30]
- أنتوني هاميلتون، الرياضي الذي فاز بالميدالية الذهبية في سباق 800 متر و1500 متر في دورة الألعاب البارالمبية عام 1988.[31][32]
- سام إنجرام، متنافس الجودو البارالمبي[31]
- ريان كيلي، الممثل الذي يلعب دور جاك "جازر" ماكرياري في مسلسل The Archers على راديو 4.[33]
- آنا لوسون، باحثة قانونية[34]
- نويل تاتشر، رياضية بارالمبية[35]

## وصلات خاريجة
- الموقع الرسمي لـ إكسهال جرينج
- صفحة مدرسة إكسهال جرينج على موقع مجلس مقاطعة وارويكشاير
- تقرير أوفستيد لعام 2006[وصلة مكسورة]  (وثيقة PDF)
- معلومات عن مركز راشتون للتعلم المتخصص

1. ↑  Previously Deputy Headteacher
2. ↑  Previously Deputy Headteacher
3. ↑  Previously Deputy Headteacher